# إنيدي الشرقية (إقليم)
إنيدي الشرقية هو إقليم من ضمن 23 إقليم لدولة تشاد، أُنشئ في عام 2012 من إقليم إنيدي. يبدو أنه يغطي نفس الإقليم التي كانت بها محافظة إنيدي الشرقية السابقة. عاصمة الإقليم أم جرس.

## جغرافية
ويحد الإقليم ليبيا من الشمال والسودان من الشرق وإقليم وادي فيرا من الجنوب وإقليم إنيدي الغربية من الغرب. الإقليم هو جزء جغرافيا من الصحراء الكبرى .
تقع الحدود الشمالية للإقليم داخل قطاع أوزو، وهي نقطة خلاف تاريخية بين تشاد وليبيا.
أم جرس هي عاصمة الإقليم. وتشمل المستوطنات الرئيسية الأخرى البهائي، باو بيليات، كاوارة و موردي .

## التركيبة السكانية
المجموعات العرقية اللغوية الرئيسية هي لغة الدزازا التبو والزغاوة .

## التقسيمات الفرعية
ينقسم إندي- مؤسسة إقليم إلى محافظتين:
| محافظة    | العاصمة   | المحافظات الفرعية        |
| --------- | --------- | ------------------------ |
| أم جرس    | أم جرس    | أم جرس، باو، جونا، كوارا |
| وادي حوار | وادي حوار | بهائي، بيردواني          |